# Camino (Oderzo)
Camino è una frazione del comune di Oderzo (TV). Il paese all'agosto 2014 contava 2 200 abitanti. Sorge a nord del capoluogo, a sinistra del fiume Monticano.

## Toponomastica
Il nome del paese deriva con ogni probabilità da un'antica fornace, che sorgeva in località Fornaci sin dall'epoca tardo-romana; fu demolita presumibilmente tra Sei e Settecento. L'ipotesi è confermata dai cosiddetti Atti notarili di Guecellone di Salico, documentazione ancora inedita risalente al 1332 e conservata presso l'Archivio di Stato di Treviso.

## Storia
Il territorio della frazione è abitato fin dall'epoca paleoveneta: a dimostrarlo è un'"ascia in pietra verde" (IX-VII secolo a.C.) ritrovata in località Bosco di Camino nel 1966 ed ora esposta al Museo archeologico di Oderzo.
Il primo nucleo del paese si formò probabilmente nell'alto Medioevo, nel periodo in cui l'antica e potente città romana di Opitergium quasi non esisteva più dopo anni di invasioni barbariche e di saccheggi.
La fortuna del paese iniziò nel 1089, quando vi si stabiliscono i conti da Montanara, famiglia feudale di origine longobarda proveniente dal centro omonimo posto dalle pendici del Cansiglio: vi costruiranno il loro castello dal quale in seguito cambieranno il loro predicato familiare in da Camino.
Il paese fu per poco più di un secolo la sede principale del loro casato, che nel periodo di maggior splendore si espanderà dal Cadore a Mestre, dal fiume Livenza fino al Brenta.
Il castello di Camino venne raso al suolo, su ordine di Alberto II della Scala, nel 1337 durante la cosiddetta guerra Veneto-Scaligera, uno dei primi conflitti scoppiati per l'espansione in terraferma della Repubblica di Venezia.
Nello stesso periodo in cui veniva raso al suolo il castello, il quale ormai aveva assunto un'importanza poco più che affettiva, iniziava il declino del casato dei da Camino ed anche del paese, che non tornerà più ai fasti di un tempo.
Per tutto il periodo della dominazione veneziana (1338-1797), Camino rimase annesso alla Podesteria di Portobuffolé. Ciò che rimaneva del borgo medievale andò perduto probabilmente nel 1412, in occasione degli incendi e saccheggi perpetrati dalle truppe ungheresi, guidate dal mercenario fiorentino Pippo Spano, durante la guerra tra Repubblica di Venezia e regno d'Ungheria.
In età moderna in paese sorgevano almeno quattro ville venete, tra le quali una appartenente alla nobile famiglia veneziana dei Contarini.
Nel 1809, come tutti i paesi del Triveneto con meno di mille abitanti, perse il titolo di comune per decreto napoleonico, e passò sotto la giurisdizione della vicina città di Oderzo. Dopo l'annessione al Regno d'Italia, divenne frazione comunale di quest'ultimo centro.
Il confine tra frazione e capoluogo, inizialmente corrispondente al corso del fiume Monticano, fu spostato tre volte verso nord nel 1856, 1935 e 1951.
Dopo i difficili anni della prima e seconda guerra mondiale e dell'emigrazione di massa, il paese conoscerà una fase di stallo che terminerà solo a metà degli anni ottanta dopo i quali inizierà una nuova fase di risveglio e di espansione urbana.
Dal 1961 in periferia del paese sorge la Società Opitergina Lavorazioni Elettroplastiche, la prima fabbrica ad aprire in territorio di Oderzo, una delle industrie storicamente più importanti della sinistra Piave.
Oggi il centro geografico del paese è occupato dalla zona industriale nord di Oderzo; per quanto Camino sia un paese di campagna, le trasformazioni avvenute in paese nella seconda metà del XX secolo ha ridotto la percentuale di addetti nel settore primario dall'80-90% a meno dell'1%.

## Iscrizioni latine rinvenute in territorio caminese
- CIL V, 1971 e CIL V, 1994. Un tempo murate sul muro della chiesa parrocchiale, sono oggi esposte nel Museo Civico Eno Bellis di Oderzo.
- CIL V, 2031
- CIL V, 2011
- CIL V, 1973

## Cultura
La chiesa parrocchiale risale, nel suo nucleo originale, sicuramente a prima dell'anno mille; è dedicata a San Bartolomeo apostolo. Nei secoli successivi, in particolare nel sedicesimo e nel ventesimo, è stata ampliata e profondamente modificata.
All'interno sono di particolare pregio la cinquecentesca pala di San Bartolomeo, attribuita al pittore pordenonese Antonio Sacchiense da Pordenone (1515?-1576), e il tabernacolo, realizzato dalla bottega cenedese dei fratelli Ghirlanduzzi tra il 1672 e il 1677.
Il monumento a Girardini e Tonello è stato realizzato dallo scultore Simon Benetton nel 1970, nel luogo dove, il 12 settembre 1944, furono impiccati per rappresaglia due partigiani, Giovanni Girardini e Bruno Tonello.

## Feste popolari
La sagra parrocchiale si svolge nella seconda metà di agosto in prossimità della festa del patrono. Da ricordare anche la festa dello sport, che si tiene nella prima metà di giugno.